# Primera Batalla de Brega
La primera batalla de Brega fue una batalla durante la Guerra de Libia de 2011. Todo comenzó cuando las tropas pro-Gaddafi, atacaron la ciudad de Brega, en poder de las fuerzas rebeldes en las primeras horas del 2 de marzo de 2011. 